# 2622 Bolzano
2622 Bolzano este un asteroid din centura principală, descoperit pe 9 februarie 1981, de Ladislav Brožek.